# ETVライブラリー
ETVライブラリーは、NHK教育テレビの深夜番組。

## 概要
1999年1月10日にNHK教育テレビの開局40周年を迎えたのをきっかけに、同年1月1日から10日まで試験的に深夜放送を行ったが、これが好評だったため1999年4月から教育テレビの放送を深夜26:00（翌日2:00）まで延長するのにあたり「ETV深夜館」として放送したのが始まりとされている。
なお、少なくとも1990年代前半には、月曜日から木曜日までの23時台から放送終了時まで毎週「集中アンコール・アワー」として、「NHKスペシャル」、海外制作のドキュメンタリー、プライム10などの特集番組の中から視聴者の要望に応えて、好評だった番組を再放送していた。
当初24:50-26:00（翌日0:50 - 2:00　週末は若干変則）の時間枠で、月 - 木曜日は「学校放送ライブラリー」（その後独立して2:50 - 3:50放送）、金/土曜日はこれまで放送した学校放送以外の番組からのアンコール放送を行っていた。2000年4月から第2、4、5週の日曜日を除く毎日24時間放送になったのに伴ってタイトルと内容を現在のものにした。（第1,3日曜日も、地域によっては放送休止の場合がある）
放送された番組は「ETV（西暦）」、「ETVスペシャル」、「ETV特集」、「きょうの料理」、「おしゃれ工房」、「趣味悠々」、「セサミストリート」、「NHK人間講座」、「海外ドラマ」など幅広い。なお2004年度春期（4月）改編から、平日（月~木=同火~金　2005年度から月~水深夜に変更。2005年11月より月曜日のみ）は直近の番組の再放送を行う関係で、アンコール放送は一時期主に週末に行われたことがあった。また学校放送ライブラリーの放送がない夏休み、冬休みの期間には真剣10代しゃべり場の集中アンコールが組まれることもあった。
なお、2006年4月以後、一連の不祥事からの経営再建を目指すための経費削減策として、連日原則として26:00から29:00（翌日午前2時から5時）をメンテナンスタイム（放送休止　この当時の休止時は日曜日深夜以外は緊急有事に備えて電波を停止せず、無変調（グレーバック）か、カラーバーを放送していた）に当てる関係で、24時間放送は同年3月末で一旦終了するため、今後これらのアンコールは総合テレビジョン「ミッドナイトチャンネル」に移行する。
また夏休み、冬休みの期間限定で教育テレビの24時間放送を実施することも予定されていたが、2006年7月に行われて以後は実施されておらず、2008年のNHK地球エコキャンペーン以後は、二酸化炭素(Co2)抑制の観点から、深夜放送の時間帯を段階を追って削減（カラーバーだけでなく、電波送出を停止する時間もある）し、夏、冬、春休みや、連休中に臨時の延長をすることはあるが、基本的に25時（翌日1時）前後で放送を終える日も増えている。

## 2005年度に放送された定時再放送などの番組
- 月曜日深夜2:00 - 2:50「学校デジタルライブラリー」（これは初回放送。学校の教材に利用できる実験・観察等のビデオ素材を放送する）
- 金曜日深夜0:25 - 0:50　「あしたをつかめ 平成若者仕事図鑑」
- 同0:50~1:35　「ウィークエンド・ジャパノロジー」（海外向け放送「NHKワールドテレビジョン」で放送される内容を放送。主音声が英語放送で、副音声が日本語解説放送となる）
- 土曜日深夜0:40 - 1:05　「わくわく授業 わたしの教え方」

※なお、「知るを楽しむ」の1ヶ月遅れの再放送（2005年5月より毎週火曜日・水曜日深夜、4月は「NHK人間講座」の再放送で対応）は同10月で打ち切りとなった。

## 放送休止になったケース
教育テレビは基本的には（この番組に限らず）定時放送を行うが、大規模地震や津波警報の発生時は全チャンネル共通の番組編成となるため、番組が休止となるケースもある。また、甚大な被害をもたらす災害の発生時は安否確認情報を必要に応じて放送するため、やはり予定の番組内容を差し替えることがある。
- 2004年10月24日（時間上は25日）　新潟県で発生した連続大地震に伴う安否確認情報を終夜放送するため（24日夕方19:20頃から26日1:00まで断続的に放送された。26日も10時から20:45まで断続的に放送し、教育テレビでの放送は終了）